# Clarence Hare
Clarence Howard Hare (* 2. Dezember 1880 in Invercargill, Neuseeland; † 31. Mai 1967 in Nambour, Australien) war ein neuseeländischer Büroangestellter, der an der Discovery-Expedition (1901–1904) des britischen Polarforschers Robert Falcon Scott in die Antarktis teilnahm.

## Leben
Hare war eines der fünf Kinder des australischen Bankers Harry Howard Hare (1851–1931) und dessen neuseeländischer Frau Emily Elizabeth (geborene Gillan, 1850–1886). Er arbeitete als Büroangestellter in Fidschi und Neuseeland. Hare wohnte in Lyttelton, als dort im November 1901 die Discovery auf ihrem Weg von England in die Antarktis Zwischenstation machte. Er bewarb sich kurzerhand um eine Teilnahme an Scotts erster Expedition und nahm die Stelle des entlassenen Schiffstewards Albert Dowsett ein. 
Nachdem das Schiff im Februar 1902 die Ross-Insel für die Errichtung des Winterquartiers erreicht hatte, gehörte Hare zu einer 11-köpfigen Mannschaft, die vom 4. bis 19. März eine Schlittenexkursion zum Kap Crozier unternahm. Infolge eines Sturms wurde Hare am 11. März vom Rest der Mannschaft getrennt. Es gelang ihm in Begleitung eines Schlittenhundes, die übrigen Männer am 13. März ausfindig zu machen. Hare kehrte nach einjährigem Aufenthalt in der Antarktis im März 1903 an Bord der Morning unter Kapitän William Colbeck  (1871–1930) nach Neuseeland zurück. Am 8. Juni 1904 wurde er für die Rückfahrt der Discovery von Neuseeland nach England erneut in die Besatzung des Schiffes aufgenommen.
Am 27. Juli 1910 heiratete er in Christchurch Muriel Ophelia Martin (1888–1951), mit der er die Töchter Raemar (1913–1990), Rua (1916–1989) und Aroha (1921–1986) bekam. In späteren Jahren war er als Klavierstimmer in Melbourne und Sydney tätig. 1957 setzte er sich in Queensland auf einer Ananasfarm zur Ruhe, wo er 10 Jahre später im Alter von 86 Jahren starb. Seine letzte Ruhestätte fand er auf dem Garden Lawn Cemetery in Nambour. Für seine Verdienste bei der Discovery-Expedition wurde er mit der bronzenen Polar Medal geehrt. Darüber hinaus ist der Hare Peak in der Antarktis nach ihm benannt. Seine Tagebuchaufzeichnungen zur Discovery-Expedition, die er 1960 der Alexander Turnbull Library in Wellington vermacht hatte, wurden 2022 mit einem Vorwort von Ranulph Fiennes publiziert.